# Moog Minimoog
| Synthesizer                 | Synthesizer |
| Minimoog                    | Minimoog |
| Allgemeines                 | Allgemeines |
| --------------------------- | --- |
| Name                        | Minimoog |
| Hersteller                  | Moog Music |
| Klangsynthese               | analog, subtraktiv |
| Zeitraum                    | 1970–1981 |
| Preis (Erscheinungsjahr)    | rund 6000,- DM im Januar 1970 (entspr. 2023 inflationsbereinigt rd. 12600 EUR) |
| Eigenschaften               | |
| Polyphon                    | nein |
| Multitimbral                | nein |
| Oszillatoren                | 3 (Dreieck, steigender Sägezahn, Rechteck u. a.) |
| Filter                      | Tiefpass, 24 dB/Okt |
| LFO                         | 1 (Oszillator 3 dazu umschaltbar) |
| Tasten                      | 44, nicht anschlagsdynamisch, F–C |
| Noten- und Triggerzuordnung | Low-Note, Single Trigger |
| Int. Controller             | Pitch-, Modulationsrad |
| Ext. Controller             | |
| Effekte                     | — |
| Schnittstelle(n)            | Tonhöhe: spannungsgesteuert, 1V/Okt. 6,35-mm-Buchse Trigger/Gate: S-Trigger mit Cinch-Jones-Buchse Filterfrequenz: spannungsgesteuert, 1V/Okt. 6,35-mm-Buchse VCA (Lautstärke): spannungsgesteuert, 6,35-mm-Buchse Glide: Fußschalter, 5,23-mm-Buchse Switchcraft S-260 Decay: Fußschalter, 5,23-mm-Buchse Switchcraft S-260 2 Moog-spezifische 8-Pol-Buchsen für Zubehör wie S&H Generator, E-Trommel, Sequenzer Eingang: mono 6,35-mm-Buchse, Line Level Ausgänge: High: mono 6,35-mm-Buchse, Line Level Low: mono 6,35-mm-Buchse, u. a. für Gitarrenverstärker Netzkabel nicht abziehbar |
| Ext. Speicher               | — |

Der Minimoog (Eigenschreibweise minimoog) ist ein analoger, einstimmiger (monophoner) Synthesizer des Herstellers Moog Music.

## Geschichte
Er wurde vom Synthesizer-Pionier Robert Moog (1934–2005) in den USA entwickelt, am 24. Januar 1970 erstmals der Fachwelt vorgestellt und bis 1981 produziert. Die Prototypen werden in die Modellreihen A und B kategorisiert, während die in kleinen Stückzahlen gebaute Reihe C an Musiker zum Testen vergeben wurde. Verkauft wurde schließlich die Modellreihe D. Somit sind alle heute außerhalb von Museen anzutreffenden Minimoogs vom Modell D. Über die elfjährige Produktionszeit wurden immer wieder verschiedene Änderungen an der Elektronik und den Bedienelementen gemacht.
Den ersten Minimoog setzte der Jazz-Komponist und Bandleader Sun Ra ein, der 1969 mit seinem Arkestra das Unternehmen besichtigte. Ihm wurde daraufhin ein Prototyp aus der B-Serie geliehen. „Wir liehen ihm einen, und Sun Ras Art ist es, dass man erwartet, den nicht mehr wiederzusehen.“ Seine Ende 1969 entstandenen Alben My Brother the Wind und Space Probe machten andere Musiker und das Publikum neugierig auf die Synthesizer-Sounds. Live setzte er zeitweilig sogar zwei Minimoogs parallel ein.
Nachfolger des Minimoogs ist der Moog Minimoog Voyager. Dieser hat aber nicht den gleichen Klang, ist dafür aber mit 896 Klangspeichern (anfangs nur 128 Speicherplätze) ausgerüstet.
Heute gibt es einige Computerprogramme und digitale Synthesizer, die den Minimoog digital zu emulieren versuchen. Ob dieses bisher geglückt ist, wird in Foren und Zeitschriften immer wieder heftig diskutiert. Bekannte Instrumente (Software und Hardware) sind Creamware Minimax (ASB und Scope Plug-in) und Arturia Minimoog V.

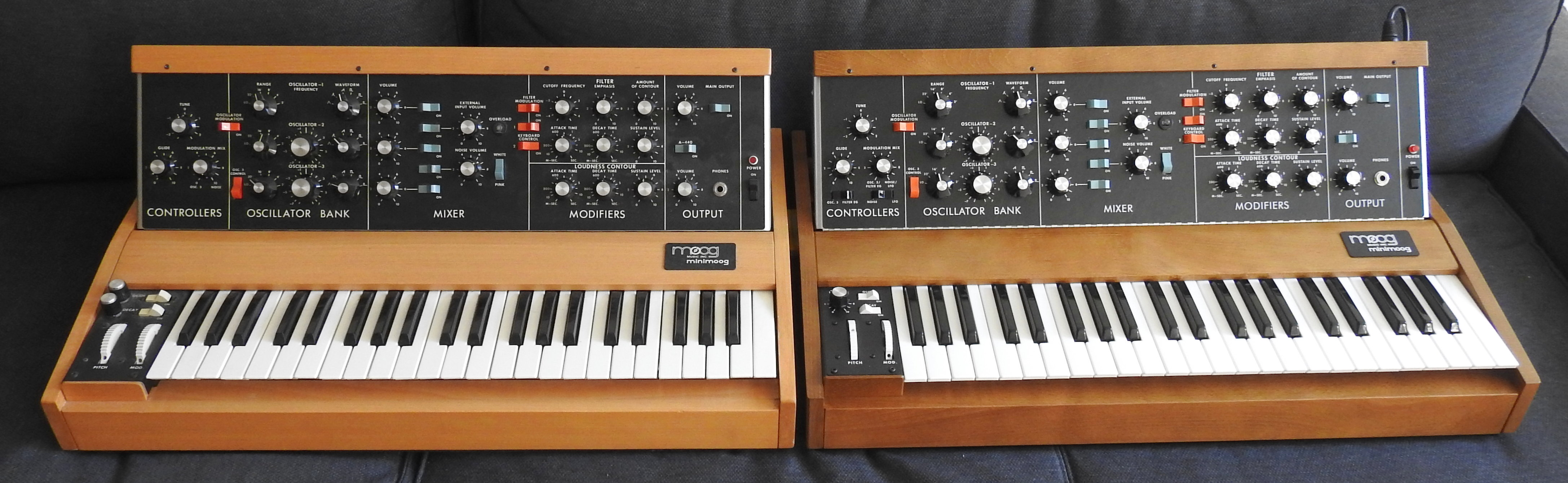
Minimoog von 1979 (links) und von 2017

Zwischen Mai 2016 und Sommer 2017 wurde der Minimoog von Moog Music in einer Neuauflage mit möglichst gleichem Klang (relativ zur zweiten Revision des Originals) und nur geringen Neuerungen (MIDI serienmäßig, Tastatur nicht mit Spannungsteilung, sondern per Schaltmatrix, erweiterten Modulationsmöglichkeiten durch zus. LFO) gebaut. Am 28. Juni 2018 wurde das Ende der Neuauflage bekanntgegeben.

## Allgemeines
Der Minimoog war der erste Kompakt-Synthesizer. Bis dahin gebaute Synthesizer waren große, modulare Systeme, deren einzelne Module durch externe Steckverbindungen miteinander verschaltet wurden. Über die Steckverbindungen wurde der Klang maßgeblich beeinflusst. Beim Minimoog ist hingegen die Reihenfolge und Anordnung der Baugruppen wie Oszillatoren, Filter, Abschwächer und Hüllkurvengeneratoren fest vorgegeben und nicht veränderbar. Man kann die Einstellungen auch nicht speichern, sondern behilft sich damit, die Stellungen der Regler auf einer Papierschablone, einer verkleinerten Abbildung der Bedienoberfläche oder auf normalem Papier festzuhalten, was – zusammen mit der Instabilität der Elektronik – naturgemäß dazu führt, dass man einen einmal gefundenen Klang nie exakt wiederherstellen kann.
Der Minimoog arbeitet mit drei analogen spannungsgesteuerten Oszillatoren für verschiedene Schwingungsformen, wobei einer der Oszillatoren häufig als LFO (Low Frequency Oscillator) für Vibrato oder periodische Klangveränderungen verwendet wird. Ferner besitzt er einen Rauschgenerator für White-Noise (wie Radio-Rauschen) und Pink-Noise (im Bass kräftiger klingend; ähnelt einem Wasserfall). Die Signale werden zusammen mit eventuell zusätzlich extern angeschlossenen Signalen („External“) im Mischer („Mixer“) gemischt und durchlaufen dann das berühmte und patentierte Moog-Tiefpassfilter mit einstellbarer Resonanz („Emphasis“). Dieses Filter hat eine Flankensteilheit von 24 dB pro Oktave und wird wegen seines guten Klanges und der leichten gewollten Klang-Verzerrungen häufig kopiert. Ein nachgeschalteter spannungsgesteuerter Verstärker ist für dynamische Änderungen der Lautstärke zuständig. Für Filter und Verstärker existiert jeweils eine dreiteilige ADS-Hüllkurve, für Filter-Cutoff-Frequenz und Lautstärkenverlauf.
In der Anfangszeit besaß der Minimoog die unangenehme Eigenschaft, sich zu verstimmen, da die Exponentialwandler nicht temperaturstabil waren. Wie bei einem akustischen Instrument musste man die Oszillatoren deshalb häufiger stimmen. Das gilt auch für die heute noch in Gebrauch befindlichen Instrumente. Das Feinjustieren der einzelnen Oszillatoren kann von hinten durch kleine Öffnungen mittels kleiner Stellschraubendreher vorgenommen werden. Es gab über die 10 Jahre der Serienproduktion einige Veränderungen, die zur Verbesserung und Kostensenkung eingeführt wurden. Die wichtigste Verbesserung war die deutlich bessere Stimmstabilität gegen Temperaturschwankungen ab der Seriennummer 10175, erkennbar an den drei Trimmer-Löchern pro Oszillator an der Rückseite des Bedienteils. Viele Minimoog-Besitzer ließen bei der Einführung dieser besseren Stimmstabilität diese in ihrem Minimoog nachträglich einbauen. Dazu wurden die Oszillatorenplatinen ausgetauscht. Unter Kennern gibt es seit Jahren die Meinung, dass die älteren Minimoog angeblich besser und voller klingen würden. Allerdings sind diese älteren Modelle aus vielen nicht mehr erhältlichen Bauteilen gebaut und daher im Reparaturfall zum Teil nicht gleichwertig zu ersetzen.
Der Minimoog kann über die eingebaute Tastatur oder extern spannungsgesteuert (1V/Oktave, jedoch mit 0V = F) gespielt werden. Innovativ waren zum Zeitpunkt seiner Präsentation neben dem klaren Layout des Signal- und Steuerspannungs-Verlauf von links nach rechts auch die beiden Spielhilfen in Form von Steuerrädern („Thumb-Wheels“=Daumenräder) links der Tastatur für Pitch und Modulation die in der Regel mit dem Daumen oder Zeigefinger der linken Hand beim Spielen mit der Rechten auf den Tasten bedient werden. Mit dem linken Pitch-Rad wird die Tonhöhe variabel nach unten oder oben verändert. In der Mitte, der Null-Stellung, ist die Tonhöhe unverändert. Das rechte Modulationsrad steuert die Stärke der Modulation der Tonhöhe und/oder der Filterfrequenz durch den dritten Oszillator oder das so genannte Rote Rauschen (Rauschen mit einer deutlichen Reduzierung der höheren Frequenzanteile). Diese Spielhilfen zum ausdrucksstarken Spiel (vgl. Orgel) sind seit der Einführung des Minimoogs bei den meisten Synthesizern in Lage, Form und Durchmesser ähnlich übernommen worden und gelten heute mehr oder weniger als selbstverständlicher Standard. Aufgrund seines Tiefpassfilters mit 24 dB/Oktave ist der Klang des Minimoog satt und kraftvoll, insbesondere im Bassbereich. Sein Klang gilt noch heute als Referenz, an der sich auch aktuelle Synthesizer messen lassen müssen.

## Musiker
Der Minimoog war ab den 1970ern sehr populär und wird nach wie vor von zahlreichen Musikern eingesetzt,
u. a. von:
- Sun Ra
- Geddy Lee von der Gruppe Rush
- Hot Butter (Coverversion) / Anarchic System (Coverversion): Popcorn
- Kraftwerk auf den Alben Autobahn, Radio-Aktivität, Trans Europa Express, Die Mensch-Maschine und Computerwelt
- Jan Hammer beim Mahavishnu Orchestra
- Keith Emerson von Emerson, Lake and Palmer
- Rick Wakeman von der Band Yes
- Gary Numan auf den Alben Replicas, The Pleasure Principle
- Chick Corea mit seiner Band Return to Forever
- Manfred Mann mit Manfred Mann’s Earth Band
- John Surman
- Ed Swillms von der Gruppe Karat
- Richard Wright von Pink Floyd („Shine On You Crazy Diamond“)
- Steve Winwood
- Air
- Benny Andersson von ABBA („SOS“)
- Supermax: Love Machine
- Gary Wright: Dreamweaver
- Lake
- Vince Clarke
- Edgar Froese
- Trent Reznor
- Arjen Lucassen
- Jordan Rudess von Dream Theater auf dem Album Systematic Chaos
- Thomas Kurzhals von der Stern-Combo Meißen
- Klaus Schulze
- Jean Ven Robert Hal
- Paul Hardcastle
- Jean Michel Jarre
- Bob Marley (Stir It Up)
- Dr. Dre (Nuthin’ but a ‘G’ Thang (feat. Snoop Dogg))[7]

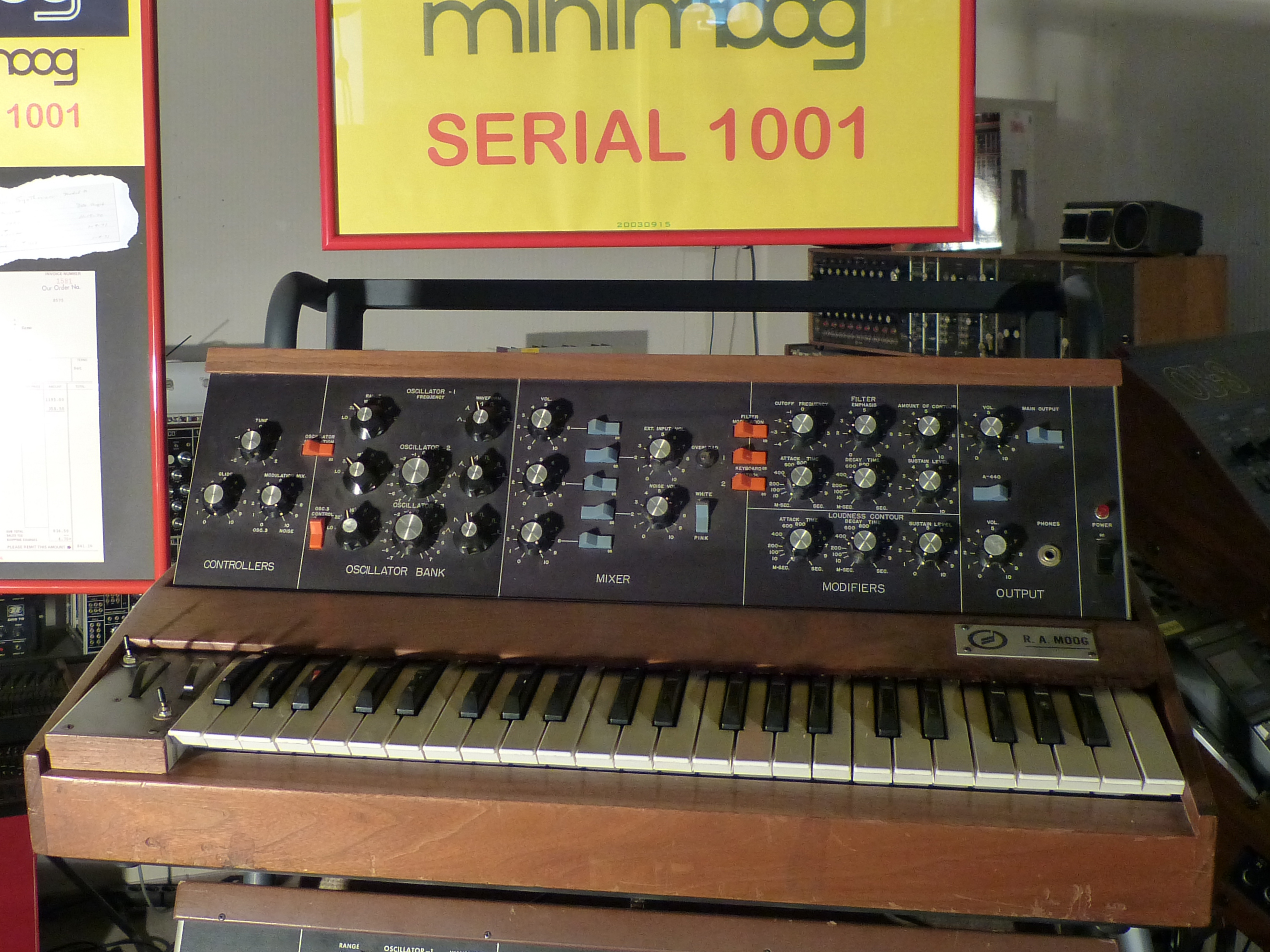
Der erste Minimoog D im EBOARDMUSEUM

- Hans Zimmer

## Museal erhaltene Instrumente
Der weltweit erste Minimoog der Modellreihe D mit der Seriennummer 1001 ist öffentlich zugänglich und kann im Eboardmuseum in Klagenfurt am Wörthersee besichtigt und bespielt werden.